# Sollevamento pesi ai I Giochi del Mediterraneo
Il Sollevamento pesi ai Giochi del Mediterraneo del 1951 di Alessandria d'Egitto venne svolto nella Sala Grande dello stadio Fouad I dal 6 - 7 ottobre.
Vi parteciparono 5 nazioni e 19 concorrenti esclusivamente di sesso maschile.

## Risultati
| Evento                  | Oro                   | Perform. | Argento           | Perform. | Bronzo              | Perform. |
| Gallo - 56 kg           | Kamal Mahgoub Mahmoud |          | Marcel Thévenet   |          | Selim Moussa        |          |
| Piuma - 60 kg           | Khalifa Said Gouda    |          | Max Heral         |          |                     |          |
| Leggeri - 67,5 kg       | Ibrahim Hassan Shams  |          | Ermanno Pignatti  |          | Said Dalloul Bahjat |          |
| Medi - 75 kg            | Khadr El-Touni        |          | Moustafa Laham    |          | Georges Firmin      |          |
| Medio massimi - 82,5 kg | Jean Debuf            |          | Awad Khalil Arabi |          | Moamed Makkouk      |          |
| Massimi leggeri - 90 kg | Mohamed Ibrahim Saleh |          | Domenico Conrado  |          |                     |          |
| Massimi - + 90 kg       | Mohamed Ahmed Geisa   |          | Luciano Zardi     |          |                     |          |

## Medagliere
| Posizione | Paese   |   |   |   | Totale |
| --------- | ------- | - | - | - | ------ |
| 1         | Egitto  | 6 | 1 | 0 | 7      |
| 2         | Francia | 1 | 2 | 1 | 7      |
| 3         | Italia  | 0 | 3 | 0 | 3      |
| 4         | Libano  | 0 | 1 | 2 | 3      |
| 5         | Siria   | 0 | 0 | 1 | 1      |
| Totale    | Totale  | 7 | 7 | 4 | 18     |